# Костин, Владимир Дмитриевич
Владимир Дмитриевич Костин (2 апреля 1938, СССР — 22 сентября 1997) — советский и российский художник-постановщик.

## Биография
Владимир Костин родился 2 апреля 1938 года.
С 1971 года работал художником-постановщиком на киностудии «Ленфильм».

## Фильмография
- 1968 — «Живой труп» (ассистенты художника: Владимир Костин и М. Стручкова)[1]
- 1971 — «Тень» (совместно с Валерием Доррером)
- 1976 — «Степанова памятка» (совместно c Валерием Костриным)
- 1977 — «Как Иванушка-дурачок за чудом ходил» (совместно с Мариной Азизян)
- 1977 — «Строгая мужская жизнь»
- 1978 — «Удобно в пути»
- 1978 — «Уходя — уходи»
- 1979 — «Пристань»
- 1979 — «Соловей» (совместно с Мариной Азизян)
- 1980 — «Плывут моржи»
- 1981 — «Барабаниада»
- 1981 — «Путешествие в Кавказские горы»
- 1982 — «Ослиная шкура» (совместно с Мариной Азизян)
- 1983 — «Семь часов до гибели»
- 1984 — «Прохиндиада, или Бег на месте»
- 1985 — «Чужие здесь не ходят»
- 1986 — «При открытых дверях»
- 1987 — «Виктория»
- 1991 — «Жена для метрдотеля»
- 1992—1994 — «Освящение храма»
- 1993 — «Сенсация»
- 1994 — «Прохиндиада-2»